# 96. peruť RAF
96. peruť (anglicky No. 96 Squadron) je bývalá peruť Royal Air Force. Za druhé světové války sloužila na západní frontě a v barmské kampani jihovýchodasijského bojiště. Během své existence postupně plnila více různých rolí, od noční stíhací po transportní. Byla rozpuštěna v roce 1959 a její příslušníci přiděleni 3. peruti.

## Historie

### První světová válka
96. peruť byla zformována 8. října 1917 v Lincolnshire jako výcviková jednotka Royal Flying Corps, letectva Britské armády po většinu první světové války. Jednotka byla rozpuštěna 4. července 1918, ale 28. září byla v St. Ives v Cambridgeshire obnovena jako bitevní peruť Royal Air Force.
Velitelství jednotky bylo dislokováno na základně RAF Wyton. Po uzavření příměří mezi Spojenci a Německem 11. listopadu 1918 byla 96. peruť koncem téhož měsíce rozpuštěna, předtím než mohla dosáhnout operační způsobilosti.

### Druhá světová válka
18. prosince 1940 byla na 96. peruť přeznačena 422. letka, noční stíhací jednotka dislokovaná na základě RAF Shoreham. Velitelství peruti bylo na základně RAF Cranage v Cheshire.
V roce 1941 u peruti působilo i osm československých letců, čtyři z nich jako piloti a čtyři jako palubní střelci strojů Defiant.

### Poválečné období
V březnu 1945 byla peruť, transformovaná na transportní jednotku, přemístěna na Dálný východ. Cestou tam převzala v Egyptě do výzbroje stroje Douglas Dakota. Peruť v Indii zajišťovala výsadkářský a kluzákový výcvik, a současně poskytovala odřady určené k operacím v Barmě a všeobecně dopravě v oblasti Dálného východu. V dubnu 1946 byla 96. peruť přeložena do Hongkongu, odkud zajišťovala vzdušné spojení s Malajskem a Čínou. 15. června 1946 byl útvar přejmenován na 110. peruť RAF.

### Přezbrojení na Meteory
96. peruť byla opět obnovena 17. listopadu 1952 na základně RAF Ahlhorn v Německu. Vybavena nočními stíhači Gloster Meteor se podílela na zajištění obrany jeho vzdušného prostoru až do 21. ledna 1959, kdy byla s výzbrojí letounů Gloster Javelin přeznačena na 3. peruť RAF.

## Užívaná letadla
| Data      | Letoun                | Varianta  | Poznámka                                      |
| --------- | --------------------- | --------- | --------------------------------------------- |
| 1918      | Sopwith Salamander    |           | jednomotorový bitevní dvojplošník             |
| 1940-1941 | Hawker Hurricane      | I         | jednomotorový stíhací jednoplošník            |
| 1941-1942 | Boulton Paul Defiant  | I         | jednomotorový dvojmístný stíhač               |
| 1941-1942 | Hawker Hurricane      | IIC       | jednomotorový stíhací letoun                  |
| 1942      | Boulton Paul Defiant  | IA a II   | jednomotorový dvojmístný stíhač               |
| 1942-1943 | Bristol Beaufighter   | IIF a VIF | dvojmotorový noční stíhač                     |
| 1943-1944 | de Havilland Mosquito | XIII      | dvojmotorový noční stíhač                     |
| 1944-1945 | Handley Page Halifax  | III       | čtyřmotorový těžký bombardér                  |
| 1945-1946 | Douglas Dakota        |           | dvojmotorový transportní letoun               |
| 1952-1959 | Gloster Meteor        | NF.11     | dvojmotorový proudový noční stíhač            |
| 1958-1959 | Gloster Javelin       | FAW.4     | dvojmotorový proudový stíhač pro každé počasí |